# Sztuka situl

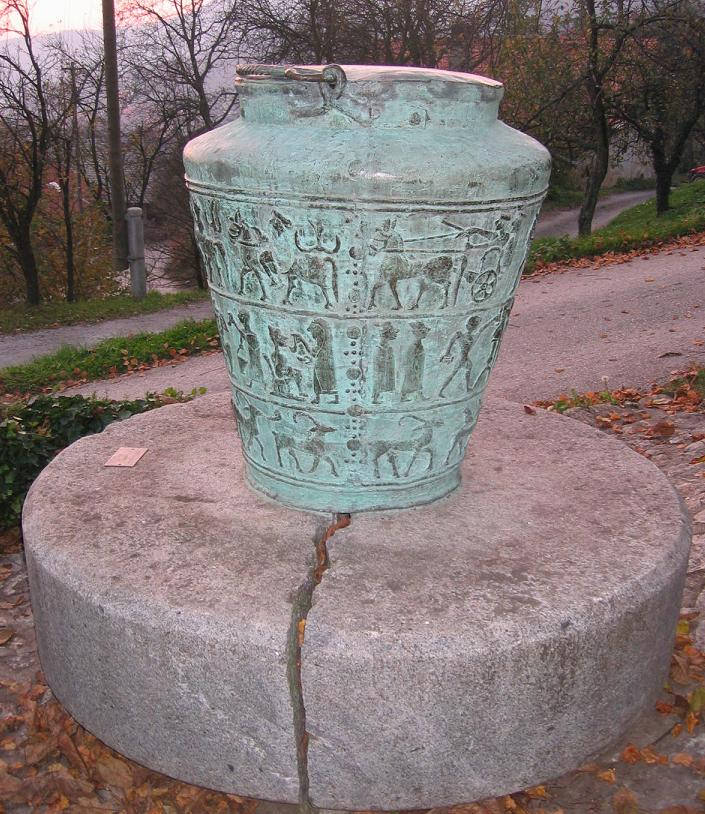
Kopia situli z Vače, Słowenia

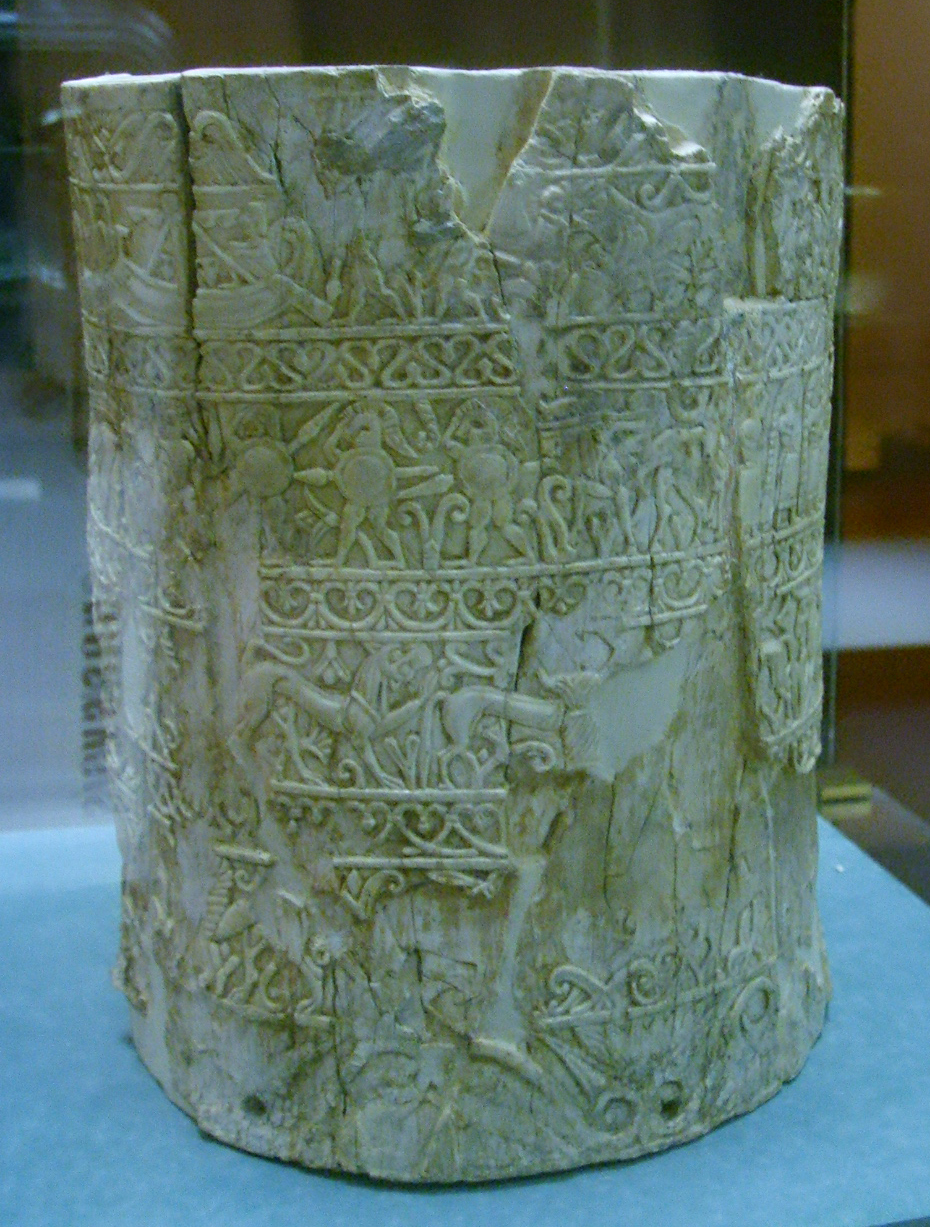
Situla z Panii, Narodowe Muzeum Archeologiczne we Florencji

Sztuka situl, styl situl (ang. Situla art) – terminy stosowane w odniesieniu do zespołu znalezisk ze wschodniej strefy kultury halsztackiej z VII-IV wieku p.n.e., pochodzących z bogato wyposażonych grobów w północno-wschodnich Włoszech, Austrii i Słowenii.
Twórcami tej sztuki byli Wenetowie. Szczyt rozwoju sztuki situl przypada na VI wiek p.n.e., a najpiękniejsze zabytkowe okazy z tego okresu są znajdowane w Słowenii w Dolnej Krainie na południe od Lublany oraz na półwyspie Istria.
Zabytki tej sztuki to znajdowane w grobach przedmioty metalowe, zwłaszcza wiadra z brązu, zwane situlami, mające bogatą dekorację plastyczną, na którą składają się sceny figuralne tworzące ciągi narracyjne, ujęte w jednolitej kompozycji i w bardzo zbliżony sposób. Sceny takie występują również na okuciach pasów, plakietkach, broni i pokrywkach naczyń.
Sztuka ta wykształciła się w miejscowych pracowniach. W procesie tworzenia posługiwano się trzema technikami: wytłaczania wzoru punktami, trybowania całych postaci oraz grawerowania konturu.
Wczesne zabytki są ozdobione pojedynczymi motywami i odznaczają się prymitywizmem ujęcia. Tematem przedstawień są okazy fauny miejscowej. Późniejsze, głównie situle, pokryte są realistycznymi fryzami narracyjnymi (np. situle z Certosa, Vače), przedstawiającymi rzędy postaci ludzkich, zwierząt (w tym i fantastycznych) oraz pełne życia sceny kultowe, uczty, muzykowanie, zapasy sportowe, pochody zbrojnych lub codzienne zajęcia. Charakterystyczną ich cechą jest dbałość o szczegółowe przedstawienie detali odzieży, uzbrojenia, sprzętów itd. Ta dbałość o szczegóły powoduje, że zabytki sztuki situl stanowią cenne źródło wiadomości o życiu ówczesnej ludności z kręgu kultury halsztackiej. Niektóre motywy roślinne oraz wyobrażenia zwierząt fantastycznych świadczą o oddziaływaniu sztuki Wschodu.